# Argelato
Argelato (emilián nyelven Arżlè) település Olaszországban, Emilia-Romagna régióban, Bologna megyében. Lakosainak száma 9635 fő (2023. január 1.). Argelato Castel Maggiore, Castello d’Argile, San Giorgio di Piano, Bentivoglio és Sala Bolognese községekkel határos.

## Népesség
A település népességének változása:
| Lakosok száma | 9820 | 9865 | 9635 |
|               | 2017 | 2018 | 2023 |